# Djellal
Djellal (în arabă جلال) este o comună din provincia Khenchela, Algeria.
Populația comunei este de 3.089 de locuitori (2008).